# オロチョンパ
オロチョンパは、河内家菊水丸が歌う1991年に放送されたフジテレビ系テレビ番組『ヤマタノオロチ』、『ヤマタノオロチ2』の主題歌。

または1991年にSANKYOが開発、発売した『ヤマタノオロチ2』とのタイアップによる羽根モノパチンコ機。

## 楽曲名としてのオロチョンパ
河内家菊水丸による。2バージョンがシングル化されている。
菊水丸の地元大阪府では「ヤマタノオロチ」がネットされていなかったがCDは販売されていた。

### 収録曲
- 『オロチョンパ』（ポニーキャニオン、1991年7月21日、PCDY-00086）

1. オロチョンパ（作詞：柴田俊生、作曲：河内家菊水丸）フジテレビ系『ヤマタノオロチ』主題歌。
2. オロチョンパテレビバージョン （作詞：柴田俊生、作曲：河内家菊水丸）
3. オロチョンパカラオケ（作曲：河内家菊水丸）

- 『オロチョンパ!』（ポニーキャニオン、1992年3月21日、PCDY-00101）

1. オロチョンパ!勝負師一発篇・SANKYOパチンコ新機種発表記念曲（作詞：柴田俊生、作曲：ジェイムス下地）フジテレビ系『ヤマタノオロチ2』主題歌、パチンコ『オロチョンパ』タイアップ曲。
2. オロチョンパ!誕生篇（作詞：柴田俊生、作曲：ジェイムス下地）フジテレビ系『ヤマタノオロチ』主題歌。
3. オロチョンパ!勝負師一発篇 カラオケ（作曲：ジェイムス下地）

## パチンコ機としてのオロチョンパ

### 特徴
- 業界初のタレントとのタイアップパチンコ機。かつ大当たり中に歌が流れるパチンコ機である。
- ゲーム性は役物背後に回り正面のVを狙うという同社製『ロボスキー』、『うちのポチ』を引き継いでいる。

### スペック
- 『オロチョンパII』
  - 賞球数 5&10 大当たり15R10C
- 『オロチョンパSP』
  - 賞球数 7&15 大当たり15R10C

### 関連商品
- 『パチンコ・ミュージック・フロム・SANKYO III』（キングレコード、1992年11月21日、KICA-1116）
- 『パチンコ・ミュージック・フロム・SANKYO III』（再発売版）（キングレコード、1998年8月21日、KICA-1216）